# Jan Kaczkowski (1977–2016)
Jan Adam Kaczkowski (ur. 19 lipca 1977 w Gdyni, zm. 28 marca 2016 w Sopocie) – polski duchowny rzymskokatolicki, prezbiter, doktor nauk teologicznych, bioetyk, organizator i dyrektor Puckiego Hospicjum pw. św. Ojca Pio.

## Życiorys
Urodził się 19 lipca 1977 w Gdyni jako wcześniak w siódmym miesiącu ciąży. Był trzecim, najmłodszym dzieckiem Heleny i Józefa Kaczkowskiech. Dorastał w Sopocie, gdzie kształcił się w Środowiskowym Liceum Ogólnokształcącym. W 1996 zdał maturę. Studia filozoficzno-teologiczne odbył w Gdańskim Seminarium Duchownym, kończąc je w 2002 z magisterium z teologii. 15 czerwca 2002 otrzymał święcenia prezbiteratu. Został inkardynowany do archidiecezji gdańskiej. W 2007 na Uniwersytecie Kardynała Stefana Wyszyńskiego w Warszawie, na podstawie dysertacji Godność człowieka umierającego a pomoc osobom w stanie terminalnym – studium teologiczno-moralne, uzyskał doktorat z nauk teologicznych. W 2008 ukończył studia podyplomowe z bioetyki na Uniwersytecie Papieskim Jana Pawła II w Krakowie.
W latach 2002–2007 pracował jako wikariusz w parafii Świętych Apostołów Piotra i Pawła w Pucku. W 2007 po zwolnieniu z obowiązków wikariuszowskich pozostał w parafii w charakterze pomocy duszpasterskiej. Objął funkcję kapelana domu pomocy społecznej i szpitala w Pucku. Od 2004 do 2011 był katechetą w Liceum Ogólnokształcącym w Pucku i w Zespole Szkół Ponadgimnazjalnych w Rzucewie. W 2010 został wykładowcą bioetyki na Uniwersytecie Mikołaja Kopernika w Toruniu.
W 2004 był jednym z założycieli Puckiego Hospicjum Domowego. W latach 2007–2009 koordynował prace budowy Puckiego Hospicjum pw. św. Ojca Pio, a w 2009 został jego dyrektorem i prezesem zarządu. Utworzył program szkoleniowy w zakresie bioetyki chrześcijańskiej. Prowadzący wykłady i warsztaty z tematyki hospicyjnej. Organizator warsztatów z komunikacji i etyki w medycynie dla studentów medycyny i prawa pod nazwą Areopag Etyczny. W wolontariat hospicyjny angażował tzw. trudną młodzież i osoby skazane.
Został ambasadorem zorganizowanych w 2016 w Krakowie Światowych Dni Młodzieży.
Jako vloger publikował swoje filmy na portalu Boska.TV. Na podstawie rozmów z nim powstały książki Szału nie ma, jest rak (Więź, 2013), Życie na pełnej petardzie. Czyli wiara, polędwica i miłość (Wydawnictwo WAM, 2015), Dasz radę. Ostatnia rozmowa (Wydawnictwo WAM, 2016), Żyć aż do końca. Instrukcja obsługi choroby (Więź, 2017), Dekalog księdza Jana Kaczkowskiego (Wydawnictwo WAM, 2017). Autor książek Grunt pod nogami (Wydawnictwo WAM, 2016) i Ekskluzywny żebrak. Czyli ks. Jan Kaczkowski o tym co najważniejsze (zapis materiałów video, homilii i konferencji wygłoszonych przez księdza Kaczkowskiego; Wydawnictwo Unitas, 2016).
Od urodzenia miał lewostronny niedowład i dużą wadę wzroku. Zdiagnozowano u niego nowotwór nerki (wyleczony) i glejaka mózgu.
Zmarł 28 marca 2016 w rodzinnym domu w Sopocie. Pochowany został 1 kwietnia 2016 na cmentarzu komunalnym w Sopocie.

## Odznaczenia, wyróżnienia, upamiętnienie

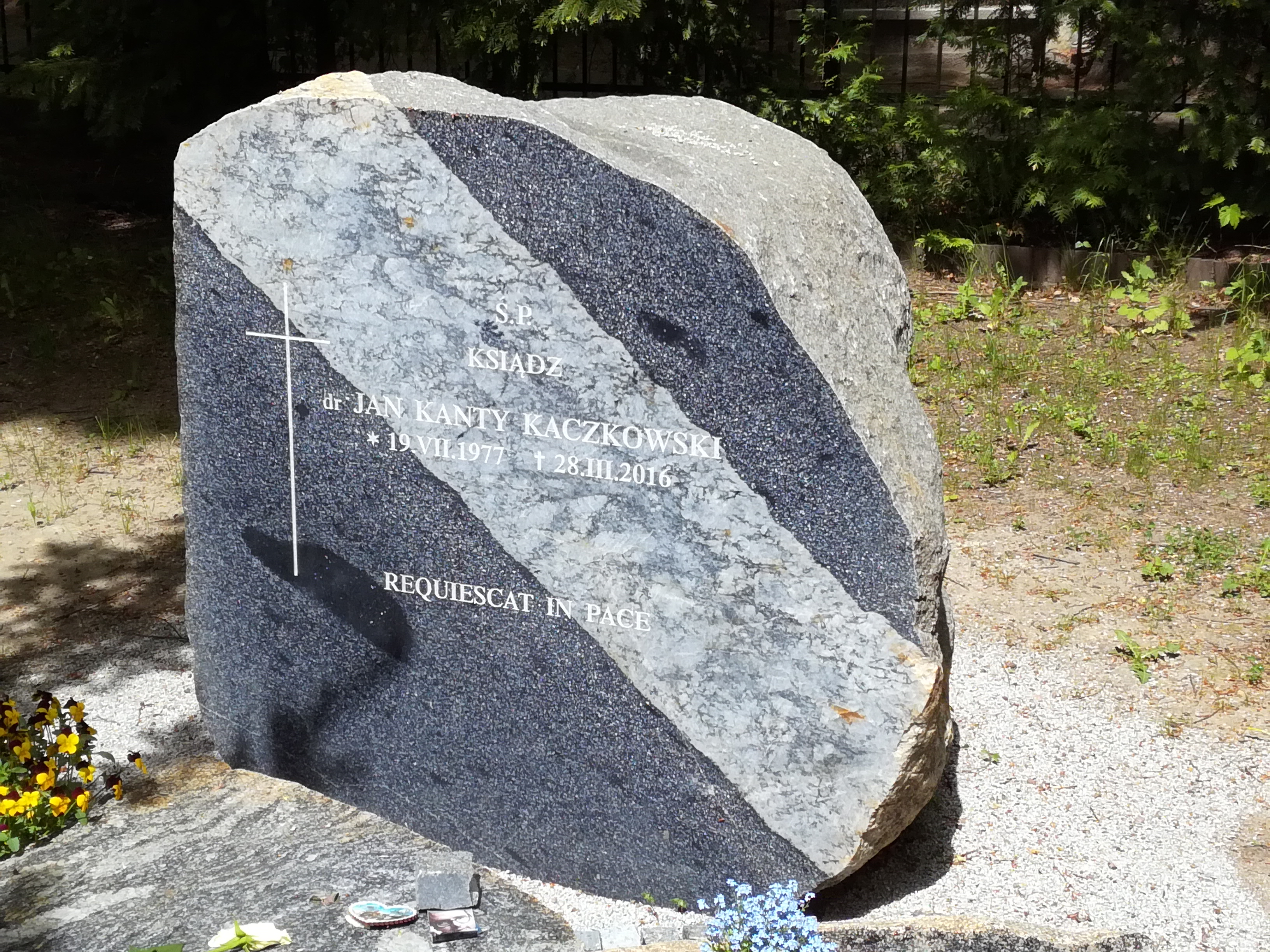
Grób ks. Jana Kaczkowskiego na cmentarzu komunalnym w Sopocie

Postanowieniem prezydenta RP Bronisława Komorowskiego z 11 kwietnia 2012 został odznaczony Krzyżem Kawalerskim Orderu Odrodzenia Polski.
Nadano mu tytuł honorowego obywatela Pucka. W 2016 otrzymał Honorowe Wyróżnienie za Zasługi dla Województwa Pomorskiego.
Papieska Rada ds. Duszpasterstwa Służby Zdrowia wyróżniła go medalem „Curate Infirmos”. Został laureatem Nagrody Dziennikarskiej „Ślad” im. Biskupa Jana Chrapka (2014), nagrody Pontifici przyznawanej przez warszawski Klub Inteligencji Katolickiej (2014), Nagrody Newsweeka im. Teresy Torańskiej za działalność publiczną (2014), Medalu Świętego Jerzego „Tygodnika Powszechnego” (2015), Róży Gali za działalność charytatywną (2015) oraz konkursu Sukces Roku 2015 w Ochronie Zdrowia w kategorii osobowość roku.
W 2018 powołano fundację jego imienia. Fundacja ustanowiła nagrodę „Okulary ks. Kaczkowskiego”.
W 2017 w kościele św. Jerzego w Sopocie została odsłonięta poświęcona mu tablica, a w 2022 jego imieniem nazwano aulę III Liceum Ogólnokształcącego w Sopocie, co upamiętniła tablica pamiątkowa. W 2023 przy alei Niepodległości 769 w Sopocie odsłonięto mural przedstawiający go w oknie z jego cytatem „Czas to jest coś najcenniejszego, co możemy dać drugiemu człowiekowi”.
W 2019 jego imię nadano skwerowi w Sopocie, a w 2020 ulicy w Chmieleńcu i rondu w Redzie. Został także patronem sopockiego Domu Gościnnego LukLuk, w 2019 Szkoły Podstawowej Małe Morze w Pucku, a w 2024 Technikum nr 16 w Krakowie.
W 2022 wyprodukowano film fabularny Johnny w reżyserii Daniela Jaroszka, w którym w postać księdza Jana Kaczkowskiego wcielił się Dawid Ogrodnik.